# Кастельно-де-Брассак
Кастельно́-де-Брасса́к (фр. Castelnau-de-Brassac, окс. Castèlnòu de Braçac) — коммуна во Франции, находится в регионе Юг — Пиренеи. Департамент — Тарн. Входит в состав кантона От-Тер-д’Ок. Округ коммуны — Кастр.
Код INSEE коммуны — 81062.

## География

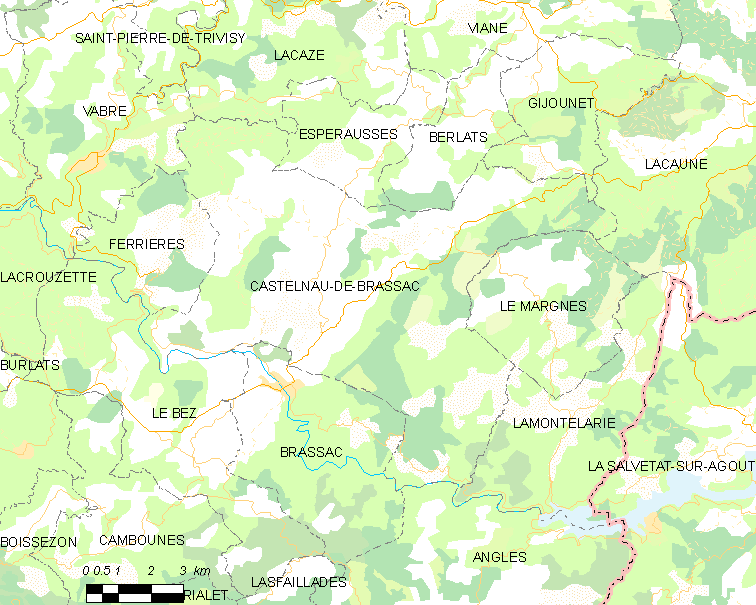
Карта коммуны

Коммуна расположена приблизительно в 580 км к югу от Парижа, в 90 км восточнее Тулузы, в 45 км к юго-востоку от Альби.
На юге коммуны протекает река Агу.

## Климат
Климат умеренно-океанический. Зима мягкая и дождливая, лето жаркое с частыми грозами. Ветры довольно редки.

## Население
Население коммуны на 2010 год составляло 763 человека.
| 1962 | 1968 | 1975 | 1982 | 1990 | 1999 | 2010 |
| ---- | ---- | ---- | ---- | ---- | ---- | ---- |
| 1169 | 1059 | 925  | 872  | 805  | 803  | 763  |

## Администрация
| Период | Период | Фамилия         | Партия | Примечания |
| ------ | ------ | --------------- | ------ | ---------- |
| 2001   | 2008   | Кристиан Рукет  |        |            |
| 2008   | 2013   | Кристиан Ригаль |        |            |
| 2013   | 2014   | Кристиан Рукет  |        |            |
| 2014   | 2020   | Дидье Гавальда  |        |            |

## Экономика
В 2007 году среди 471 человека в трудоспособном возрасте (15—64 лет) 337 были экономически активными, 134 — неактивными (показатель активности — 71,5 %, в 1999 году было 70,0 %). Из 337 активных работали 305 человек (178 мужчин и 127 женщин), безработных было 32 (15 мужчин и 17 женщин). Среди 134 неактивных 30 человек были учениками или студентами, 59 — пенсионерами, 45 были неактивными по другим причинам.

## Достопримечательности
- Часовня Непорочного Зачатия Девы Марии (1834 год). Исторический памятник с 2001 года.[4]